# Chemin de fer Puerto Deseado a Colonia Las Heras
Le chemin de fer Puerto Deseado a Colonia Las Heras est une ancienne branche ferroviaire reliant Puerto Deseado et Las Heras dans la province de Santa Cruz, en Argentine, sur un parcours de 283 km. Il s'agissait d'un chemin de fer à large écartement (1 676 mm), considéré comme une voie de développement, dans le but de stimuler le développement du territoire de la Patagonie, peu peuplé à l'époque, ainsi que d'extraire les produits générés par le boom de la laine dans la région. 

## Histoire

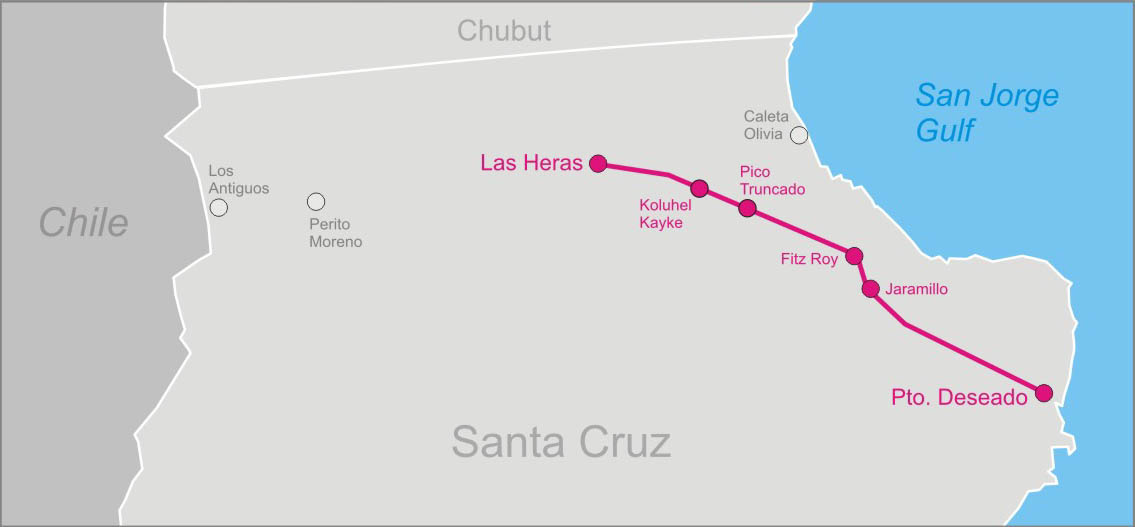
Ancienne carte montrant l'itinéraire de la ligne jusqu'à sa fermeture en 1978.

Les premiers travaux liés aux mesures du tracé ont été réalisés entre 1908 et 1910, en commençant la construction depuis Deseado en mai de 1909, travaux dirigés par l'ingénieur Juan Briano. L'ingénieur devait relever le défi d'exécuter la construction de l'embranchement dans une zone pratiquement inhabitée. Les travailleurs ainsi que les biens de consommation et les matériaux devaient être apportés de l'extérieur. Étant donné que la population de Puerto Deseado ne comptait à l'époque que 50 habitants, Briano a dû embaucher quelque 600 travailleurs.
La future construction d'un méga projet d'infrastructure publique attire à l'époque des investisseurs qui ont fini par occuper des terrains dans les zones d'influence du chemin de fer. Deseado a alors connu l'installation d'anciennes maisons commerciales comme La Anónima, Argensud, et Talleres Metalúrgicos Volcán, entre autres.
En 1911, un tronçon est inauguré et les trains commencent à circuler, profitant du fait que les rails et les gares correspondantes en tôle et en bois allaient jusqu'à Pico Truncado, permettant le transport de 1 235 passagers et 1 950 tonnes de marchandises. En 1912, la ligne fonctionne avec un service public conditionnel jusqu'au km 202, transportant 2 370 passagers et 4 208 tonnes de marchandises. Bien que les débuts de la Première Guerre mondiale aient provoqué une pénurie de matériaux, l'influence du capital étranger qui ne voulait pas que le plan de Ramos Mexia réussisse est également prise en compte.
Le principal changement dans la vie du chemin de fer est survenu lorsque trois voitures à moteur Drewry de 1936, pour le transport en commun et une quatrième voiture modifiée pour réfrigérateur 1945, ont été reçues de la FFCC General Roca, cette dernière a été convertie dans les Talleres Remedios de Escalada.
En 1948, après la nationalisation de Perón, le décret no 32.574 réorganise les lignes ferroviaires administrées par Ferrocarriles del Estado. À la suite de cet ajustement, 8 chemins de fer sont créés : General Bartolomé Mitre, General Belgrano, Domingo F. Sarmiento, General Roca, General San Martín, General Urquiza et Patagónico. Dans le bilan, le service voyageurs connait des fluctuations négatives, mais elle reprend à partir de 1949. Cette reprise est probablement due à l'arrivée des unités d'autobus sur rails à partir d'avril 1949. C'est également à cette époque qu'elle reçoit des logements pour les travailleurs et que des améliorations ont été apportées à ses voies.

### Fermeture
À la fin de l'année 1977, Ferrocarriles Argentinos est définitivement fermé à tout trafic en janvier 1978 par décret no 2101/77. L'embranchement est fermé simultanément avec sa ligne sœur de Comodoro Rivadavia - Sarmiento le 15 janvier. Ces événements ont lieu sous l'administration du ministre de l'économie argentin José Alfredo Martínez de Hoz. La raison de cette décision fait suite à une situation peu rentable pour les caisses de l'État ; derrière elle cachaient des intérêts internationaux qui cherchaient à empêcher la décentralisation de l'économie du pays, sachant que le projet de Ferrocarril Patagónico prévoyait de se déplacer vers Bariloche et aussi vers le Chili.
Pour enterrer tout espoir, la mise au rebut du matériel roulant a commencé en décembre 1980. Cela s'est fait par le biais d'un marché : Videla a attribué le chemin de fer à sa femme, qui l'a donné aux salésiens, qui l'ont vendu à des ferrailleurs gitans. Presque tout a été mis au rebut. Une centaine de wagons, wagons et locomotives ont été passés au chalumeau pour en retirer les métaux les plus précieux. Les ferrailleurs étaient d'accord avec ceux qui devaient prendre les dispositions nécessaires. La mise au rebut était brutale et ne prenait que quelques heures selon la mémoire des cheminots. Presque tous les wagons, ateliers et locomotives ont été vendus à des démonteurs ou mis à la ferraille vers 1981, bien que, grâce aux résidents locaux, certaines de ces reliques aient pu être préservées. Malgré la rapidité du démantèlement, les voies restent presque intactes, détériorées seulement par le temps, contrairement à ce qui s'est passé sur la ligne Comodoro Rivadavia-Sarmiento, qui a été presque entièrement démantelée.

### Post-fermeture
En 1980, une croisade menée par six cheminots qui ont empêché que le dernier wagon soit emporté avec leurs voitures a permis de le récupérer et de le restaurer pour l'exposer sur la place centrale de Puerto Deseado. Il aurait été utilisé par le colonel Héctor Varela lors des grèves et des manifestations des ouvriers ruraux pendant les événements de Patagonia Rebelde.
Face à la vague de privatisations de 1992 qui a affecté les trains du nord du pays, la Fundación Instituto Argentino de Ferrocarriles a envoyé des notes à tous les gouvernements provinciaux pour proposer ses services afin de maintenir le fonctionnement des lignes secondaires sur le territoire des provinces qui le jugeaient opportun. Santa Cruz réagit et propose la réactivation de ce chemin de fer dans le but de créer un corridor bi-océanique entre Puerto Deseado et Puerto Chacabuco. Le grand état de conservation de la gare et des voies ferrées en 1992 a fait de la renaissance du chemin de fer un objectif attendu depuis longtemps.
En 1994, la FIAF termine les études démontrant la faisabilité de la réactivation de l'embranchement, et le Secrétariat de la production, dirigé par Marta Delucchi, s'est chargé de négocier - avant l'ONABE - le transfert des installations de l'embranchement à la province. En 1999, les voisins de Puerto Deseado créent l'Asociación Amigos del Ferrocarril en faveur du train. En 2002, grâce au travail conjoint du secrétariat de la production et de l'association, la province dispose de trois locomotives diesel, de deux locomotives (ou locomotives de manœuvre), de quatre voitures de passagers et d'une locomotive à vapeur (cette dernière devant être utilisée pour le train touristique). Au milieu de l'année 2007, le gouvernement national a lancé un appel d'offres pour la réactivation de la ligne secondaire.
En 2009, le Correo Argentino publie des timbres pour le 100e anniversaire de la branche ferroviaire. Le dessin comprend le tracé de la branche avec ses stations, la façade du bâtiment de la gare de Puerto Deseado et une locomotive à vapeur sur une voie avec de la neige et du personnel ferroviaire des années 1930.

### Réactivation
Le 8 juillet 2008, lors d'une cérémonie organisée à la Casa Rosada par Cristina Fernández de Kirchner, le Secrétariat des transports, dirigé par Ricardo Jaime et dépendant du ministère de la planification de Julio De Vido, a attribué le contrat de reconditionnement et de réhabilitation du train de Patagonie. Le même jour, le président de l'époque a dirigé l'attribution du contrat au siège du gouvernement. Un investissement de plus de 8 millions de pesos a été promis. Les travaux ont été attribués à l'UTE formée par les entreprises Herso-Sonis dans le but de rénover et de réhabiliter la ligne secondaire Puerto Deseado-Colonia Las Heras pour les services de fret et de passagers. Les travaux devaient durer six mois et coûter plus de huit millions de pesos argentins. Le 14 juillet 2008, à Puerto Deseado, le Consorcio de Cooperación Ferrocarril Deseado (CCFD) est créé. Les travaux démarrent de manière hésitante, l'entreprise s'étant engagée à les achever en six mois seulement.
Bien que les démarches juridiques aient été confirmées, les travaux commencent qu'en 2009. L'UTE formée par les entreprises Herso SA et Zonys SA est chargée des travaux, avec un délai de 6 mois pour l'achèvement des travaux et un budget officiel de 8 321 619 $. Les travaux à réaliser étaient les suivants : nettoyage et déblocage des voies ; achèvement et profilage du ballast ; achèvement et remplacement des traverses ; remplacement des rails de roulement, normalisation des torsions et des déplacements des rails ; ajustements nécessaires des dispositifs de voie ; interventions nécessaires sur les œuvres d'art ; achèvement de la signalisation des passages à niveau publics et des enceintes. Les travaux n'ont pas été achevés en temps voulu.
Le 24 janvier 2013, un accord entre le ministre Gilmatin et le directeur provincial des chemins de fer permet la réouverture du chemin de fer. Cet accord prévoit la remise en état, le remplacement et le remodelage de toutes les installations en état d'abandon dans le tronçon Deseado - Tellier. Ceci est dû à la nécessité d'avoir un train binational reliant Deseado à Puerto Chacabuco au Chili. Le gouvernement a fait allusion à la difficulté de l'infrastructure obsolète qui comprend des traverses lâches et des rails corrodés. La livraison de 10 000 traverses et 40 000 mètres de rails ont été obtenus a également été annoncé, concluant la deuxième étape de la récupération de la ligne secondaire. Enfin, le fonctionnaire a mentionné que la troisième étape consisterait à transférer les 2 700 tonnes de matériel vers l'embranchement, un problème qui a été résolu par le ministère national des transports, avec la contribution de 120 camions. Le 7 octobre 2013, le gouverneur Daniel Peralta visite les voies dans un fossé ferroviaire sur le tronçon entre Tellier et Puerto Deseado.
Le 6 août 2017, on apprend que l'ancien président allait être dénoncé pour des travaux non réalisés sur cet embranchement. Malgré le fait que le budget de presque 10 000 000 000 de pesos a été exécuté et a eu 3 annonces d'exécution avec une inauguration présidentielle en 2015 il a été officiellement inauguré ; le chemin de fer n'a jamais retourné ses services ou a eu le matériel roulant transféré à lui. Le 5 novembre, des détails supplémentaires sur la plainte ont été révélés. Ils mettent en cause Cristina Fernández, Julio De Vido et Ricardo Jaime. Il porte le surnom de « tren fantasma » (train fantôme). La députée de l'époque, Margarita Stolbizer, a déposé une plainte devant les tribunaux fédéraux pour détournement présumé de fonds publics et violation des devoirs d'un fonctionnaire. Stolbizer et son avocate Silvina Martínez affirment dans la plainte que l'État argentin a été spolié de plus de 9 millions de dollars.
En mars 2022, la seule nouvelle concernant la ligne secondaire était le vol de rails et de traverses à Puerto Deseado. L'événement a eu lieu à proximité du cimetière local, un lieu qui n'a laissé aucun témoin en raison de son éloignement. Une meuleuse d'angle a été utilisée pour commettre le vol. Les voisins ont fait la satire et l'humour de l'acte criminel par le biais des réseaux sociaux.